# Shark POD
Shark Pod (Protective Oceanic Device) ist ein Gerät zur Haiabwehr. Es baut ein elektromagnetisches Feld auf, das die Haie durch ihre Rezeptoren unter der Haut wahrnehmen und das sie irritiert. Wenn sie in ein solches Feld schwimmen, dann drehen sie gewöhnlich wegen der Wahrnehmung des EM-Feldes ab.

## Wirksamkeit
Die Wirksamkeit von Geräten zur Haiabwehr auf Basis von EM-Feldern wurde vor allem in Australien mehrfach seit Einführung der dort Shark Shield genannten Produkte in Frage gestellt. Die im Süden von Australien zuständige Behörde SafeWork SA führte 2010 eine Studie zur Effektivität des Produkts Shark Shield Freedom 7 durch. Die Ergebnisse wurden im Juni 2012 veröffentlicht; das Ergebnis war, dass das „Shark Shield Freedom 7 einen Effekt auf das Verhalten von Weißen Haien hatte, diese aber nicht in allen Situationen abschreckte oder vertrieb“.